# Jenišovice (Býkev)
Jenišovice jsou malá vesnice, část obce Býkev v okrese Mělník ve Středočeském kraji. Nachází se asi 1,5 kilometru jihozápadně od Býkve. Jenišovice leží v katastrálním území Jenišovice u Mělníka o rozloze 1,42 km². Jihovýchodně od vesnice leží Jenišovický vrch.

## Historie
První písemná zmínka o vesnici pochází z roku 1436.

## Obyvatelstvo
| Rok            | 1869 | 1880 | 1890 | 1900 | 1910 | 1921 | 1930 | 1950 | 1961 | 1970 | 1980 | 1991 | 2001 | 2011 | 2021 |
| -------------- | ---- | ---- | ---- | ---- | ---- | ---- | ---- | ---- | ---- | ---- | ---- | ---- | ---- | ---- | ---- |
| Počet obyvatel | 69   | 97   | 146  | 125  | 154  | 148  | 192  | 115  | 101  | 111  | 97   | 81   | 76   | 84   | 116  |
| Počet domů     | 14   | 19   | 23   | 24   | 29   | 29   | 35   | 37   | 37   | 33   | 28   | 34   | 32   | 38   | 43   |

## Obecní správa
Při sčítání lidu v letech 1850–1909 Jenišovice byly osadou obce Býkev v okrese Mělník. V letech 1930–1960 byly samostatnou obcí v okrese Mělník. Od 1. července 1960 jsou opět částí obce Býkev v okrese Mělník.